# 国際刑事裁判所の歴史
国際刑事裁判所の歴史（こくさいけいじさいばんしょのれきし）では、国際刑事裁判所 (ICC)の着想から誕生、発足、そしてそれ以降の現代に至るまでの発展の軌跡（1945年 - 2009年）を辿る。
国際刑事裁判所の設立構想は国際連合の創設にまで遡り、実は国連と同じ年月をかけて発展してきた。1998年7月17日、この構想は遂に実を結び、常設となる国際刑事裁判所 (ICC) を設立するための条約が、国連の外交会議で139カ国の賛同を得て採択された。この条約は4年後の2002年7月1日に発効し、2003年3月11日、史上初の国際刑事裁判所がオランダのハーグにて正式に発足した。

## 国際刑事裁判所発足の経緯

### 構想の誕生と低迷
2002年の7月に条約が発効し、翌年の3月には開所した国際刑事裁判所（ICC）の設立構想は、半世紀以上も前、国際連合の設立当初から存在していた。第一次世界大戦終結後パリ講和会議にてのヴェルサイユ条約による戦後処理で戦争開始を導いたヴィルヘルム2世 (ドイツ皇帝)を「国際道徳と条約の神聖を傷つけた最高の犯罪」として特別裁判所で審理することを定めようとしたが実現しなかったことを起因とし、第二次世界大戦後のニュルンベルク国際軍事裁判と極東国際軍事裁判の経験を踏まえ、国際社会が常設の国際法廷を設置して将来の大量虐殺や侵略の発生を抑止するのを目的に構想が着手されていたのである。しかし、東西冷戦によって数十年にわたりこの構想は凍結されることとなる。
- 1948年12月、第3回国連総会は、ジェノサイド（集団殺害）などの国際犯罪を裁くために国際刑事法廷の設立が必要であることを認める決議260号を採択し、ジェノサイド条約を成立させた。このとき初めて、ジェノサイドは国際法上の犯罪として定義され、その訴追を当該国の国内法廷の他に、国外の適切な国際戦犯法廷が行うことが規定された。また国連総会は同じ決議で国際法委員会（International Law Commission, 略称: ILC）に対して、個人を裁くための国際刑事法廷の設置の実現性を検証するよう勧告した。
- 1949年、スイスのジュネーヴで、第二次世界大戦後の慣行を取り入れた戦争犠牲者の保護と文民保護に関する4つの条約、ジュネーヴ諸条約が採択される。これら諸条約が発効した1950年以降、人道面に関する戦争法一般が立法化されることになる。
- 1951年、国際法委員会の報告に基づき、国連総会で国際刑事裁判所設立のための検証委員会が設置され、設立規程の草案が策定される。
- 1953年、国際刑事裁判所設立草案は修正されて再び国連総会に提出されるが、侵略の罪に関する審議が停滞したため総会は草案の採択を断念。その後、半世紀近くに渡って草案の検討は凍結されることになる。
- 1977年、スイスで戦争犠牲者の保護を目的として1949年締結されたジュネーヴ諸条約を発展・補完する目的で2つのジュネーヴ諸条約の追加議定書が採択される。第一追加議定書は国際的武力紛争における犠牲者の保護を目的とし、第二追加議定書は非国際的武力紛争における犠牲者の保護を目的とするものだった。

### 議論の復活と進展
90年代に入り冷戦が終結すると、冷戦後に頻発した民族紛争に対処するために国際社会は新たな手段を必要とした。そして、旧ユーゴスラヴィアやルワンダの紛争における集団レイプや大量虐殺、人道に対する罪といった重大な国際犯罪を裁く臨時の国際犯罪法廷（International Crime Tribunals）として、旧ユーゴスラヴィアの戦争犯罪を裁くICTY（旧ユーゴスラヴィア国際戦犯法廷）、ルワンダ虐殺を扱うICTR（ルワンダ国際戦犯法廷）などが設置されたことにより、常設の国際刑事裁判所設置の議論が復活し、急速に進展した。非政府組織（NGO）もこの準備過程へ積極的に参加し、国連や各国政府に対して様々な働きかけを行った。このときに誕生したのが、現在世界の2,000以上のNGOによって構成されるCICC（国際刑事裁判所を求めるNGO連合）である。
- 1989年8月、トリニダード・トバゴの国連代表が、国連事務総長に宛てた書簡で、個人の国際的刑事的責任を訴求することと、その訴追の為の国際刑事裁判所の設置を国連総会において審議することを提案した。
- 1992年11月、第44回国連総会はこの提案を受けて、国際法委員会へ常設国際刑事法廷の設立草案の策定再開を勧告した。
- 1994年12月、国際法委員会が国際刑事裁判所設立規程の草案の策定を完了し草案を国連総会に提出した。総会は、国際刑事裁判所の設立に関する特別委員会（Ad Hoc Committee on the Establishment of an International Criminal Court）の設置を認める決議を採択した。
- 1995年12月、特別委員会は国連総会で設置以後2回に渡って行われた会合の結果を報告した。総会はこの報告を受け、新たに準備委員会（Preparatory Committee）の設置を決める決議を採択した。
- 1996年12月、国連総会は国連加盟国の全権大使による外交会議の1998年開催を求める勧告決議を採択し、この会議の主催を申し出たイタリア政府に対し深い感謝の意が伝えられた。
- 1998年3月、国連が設置した国際刑事裁判所の設立に関する準備委員会が、その最終会合で国際刑事裁判所設立規程草案の策定を完了する。

### 加速、そして発足へ
1998年7月、イタリアのローマで国際刑事裁判所設立のための国連全権外交使節会議が開かれ、1995年に発足したばかりのCICCもオブザーバー参加する中、120カ国の賛同（日本は当時未署名）を受けて国際刑事裁判所に関するローマ規程、通称「ローマ規程」が採択された。このローマ規程が発効するには60カ国の批准が必要だったのだが、ICCは国家主権の一部を国際機関に委譲するという側面をもつ可能性があり、各国とも国内法との調整の課題があったため、発効には20年は要するという見方もあった。しかし、冷戦後の国連や国際機関を中心とした新しい国際秩序（グローバル・ガバナンス）を求める世界的な機運と、CICCなど市民社会からの強い働きかけもあって署名および批准は順調に進んだ。そして、
ローマ会議からわずか4年後の2002年7月1日、ローマ規程は139カ国の署名と60カ国の批准を得て正式に発効し、翌年3月にはオランダのハーグに裁判所が設置された。国連創設から半世紀以上の時を経て、史上初の常設国際刑事裁判所の設立構想が遂に実を結び、2003年3月11日、ICCは正式に発足した。
- 1998年7月17日、ローマにおける国連全権外交使節会議において、参加した159カ国のうち120カ国の賛成票を集めて国際刑事裁判所ローマ規程が採択される。このとき、関連文書として国際刑事裁判所の設立に関する最終合意書も採択され、国際刑事裁判所設立のための準備委員会(Preparatory Commission, PrepCom）が正式に発足する。
- 2002年3月、拡大前のEU（欧州連合）のほぼ全加盟国（チェコを除く）を含めた56カ国が批准しているという状況になる。
- 2002年4月、ボスニア、ルーマニア、カンボジア、ブルガリア、コンゴ民主共和国、アイルランド、ヨルダン、モンゴル、ニジェール、スロバキアら10カ国が一挙に批准し、条約発効に必要な60カ国の批准の要件が満たされる。国連ではこれを記念して、ニューヨークの国連本部で大々的に合同批准書寄託式典を催した。
- 2002年7月1日、国際刑事裁判所ローマ規程が発効。国際刑事裁判所（ICC）はこの日以後に行われた集団殺害犯罪（ジェノサイド）、人道に対する犯罪、および戦争犯罪について管轄権を行使できるようになった。
- 2002年9月8日、ニューヨークの国連本部にて締約国会議（Assembly of States Parties, ASP）が初めて招集される。会議ではこのとき、手続き及び証拠の規則、犯罪の諸要素、ならびに裁判所規則など、ICCが有効に機能するために必要な規則や規定が次々に定められた。
- 2002年9月9日、発足から数えて8回目を迎えたニューヨーク国連本部での準備委員会会合で、国際刑事裁判所及びその構成員に対する特権及び免除権を規定する国際刑事裁判所の特権及び免除に関する協定（特権免除協定, APIC）が採択される。

## 国際刑事裁判所発展の歴史

### 2003年
- 3月11日、オランダ・ハーグにて国際刑事裁判所の開所式と判事18名の宣誓就任式が執り行われた。判事らは全世界各地域の資格を有する法律家たちの中から選ばれた。18名の判事は初代裁判所長として、カナダのフィリップ・キルシュ（Philippe Kirsch）判事を選出した。
- 4月21日、ニューヨークで開かれた第一回締約国会議（第一次再開協議）において、アルゼンチンのルイス・モレノオカンポ（Luis Moreno Ocampo）が検察官として選出された。オカンポは、人道に対する罪とくにアルゼンチンにおける個人の強制失踪についての刑事実績を評価され、合意上の候補（consensus candidate）として選出された。オカンポ検察官は2003年6月16日に正式就任した。
- 7月16日、国際刑事裁判所のルイス・モレノオカンポ検察官が初の記者会見と声明の発表（英文プレスリリース(PDF)）を行う。検察官は、検察局としての介入が最も必要とされるのはコンゴ民主共和国のイトゥーリ地区における事態だと宣言。またICCは政治目的による訴追を行う手段とはならず、あくまで締約国領内で行われた犯罪もしくは締約国の国籍を持つ個人によって行われた重大な犯罪についてのみ訴追することを明言した。
- 9月8日、第二回締約国会議が招集された。会議では第二次予算（約60万ユーロ）が承認され、ハーグにて裁判所の諸施設の設置が着々と進められていることを歓迎する表明がなされた。会議では、国際犯罪の被害者を救済する被害者信託基金（Victims Trust Fund：VTF) - ウェイバックマシン（2014年2月24日アーカイブ分）の役員理事として締約国が推薦する5名が選出された。

### 2004年
- 1月29日、国際刑事裁判所は、国際刑事裁判所の検察官がウガンダにおける捜査を開始することを発表した。ウガンダでは、18年に渡り政府と武装勢力「神の抵抗軍 (Lord's Resistance Army, LRA)」との間で紛争が続いており、重大な人権侵害が行われている。 特に、子どもに対する犯罪が深刻で、LRAにより多数の子どもが誘拐され、強制的に少年兵にされたり、性的搾取を受けたりしている。 このような状況に鑑み、2003年12月、ウガンダのムセベニ大統領が国際刑事裁判所検察官に事態を付託（ウガンダは締約国である）、捜査が開始されることとなった。 尚、これは発足したばかりの国際刑事裁判所にとって初の捜査となる。
- 国際刑事裁判所は元アメリカ連邦検察官のクリスティーン・チャン (Christine Chung) をウガンダにおける捜査の指揮官とした。 チャンの母国・アメリカは、国際刑事裁判所は政治的に利用されうるとして国際刑事裁判所に対して強硬姿勢をとっているが、チャンが選ばれたことにより、そのアメリカ国民によって国際刑事裁判所が政治的な道具ではなく、刑事裁判所として実効的に機能することを証明できると期待する声もある。
- 6月23日、アメリカ合衆国は、国連平和維持活動（PKO）要員に対する国際刑事裁判所の訴追免責決議案を取り下げる旨を発表した。この訴追免責決議案は安全保障理事会において2002年に採択され、1年毎に更新されていたが、決議案が6月末に失効することを受け、2004年6月17日に国際連合事務総長コフィー・アナンが免除決議案の更新は「安保理及び国連の信頼性を損なう可能性がある」として更新に反対の意を表明していた。 アメリカ合衆国が決議の更新を断念した背景には、イラクにおける捕虜の取り扱いが各国の不信と反発を招き、安保理で採択に必要な賛成が得られない見通しであったことがある[1]。

- 6月23日、国際刑事裁判所のルイス・モレノオカンポ検察官はコンゴ民主共和国における虐殺や拷問などについて公式に捜査を開始したと発表した。捜査の対象となるのはローマ規程が発効した2002年7月1日以降に行われた犯罪である。 今回の捜査は国際刑事裁判所が行う初の公式捜査となる。 主任検察官は、「国際刑事裁判所による捜査開始は、不処罰の防止や被害者の保護に向け、国際司法にとって重要な一歩である」と述べた。 国際刑事裁判所では既にコンゴ民主共和国における捜査を行っていたが、これは申立てのあった事態が国際刑事裁判所の管轄となる事件かを検討するための予備的なもので、公式の捜査とは区別される。 コンゴ民主共和国では1990年代からの政府と反政府勢力との間の紛争により数百万人にのぼる市民が殺害されており、レイプや拷問、拉致、違法な少年兵の使用などの重大な人権侵害の事態が複数の国家や国際機関、NGOから報告されている[2]。
- 7月26日、国際刑事裁判所は7月26日から7月30日にかけて、捜査目的で検察局と書記局の職員を公式にコンゴ民主共和国へ派遣することを発表した。職員は当局や市民、NGOの代表らと非公開の会議を開く予定である。今回の訪問は将来の協力の可能性を見ることを目的としている[3]。捜査開始に先立ち、モレノオカンポ検察官は2004年4月19日に、同国のカビラ大統領より正式に案件の付託があったことを発表していた。
- 7月29日、国際刑事裁判所の検察局はウガンダ領内で行われたとみられるICCの管轄権に属すると考えられる犯罪について、正式に捜査を開始したと発表した[4]。捜査開始に先立ち、モレノオカンポ検察官は2003年12月の時点で、同国のムセベニ大統領より正式に案件の付託があったことを発表していた。
- 8月6日、コンゴ民主共和国はアメリカ合衆国と二国間免責協定（解説）を締結し、同共和国内のアメリカ国民を国際刑事裁判所に引き渡さないことを約した[5]。
- 8月31日、日本政府は、ローマ規程への加入準備にあたり、その条件として武力事態法の関連法の制定を必要とするため[6]、国際的武力紛争及び非国際的武力紛争の犠牲者の保護に関するジュネーヴ諸条約第一追加議定書及びジュネーヴ諸条約第二追加議定書にそれぞれ加入し、2005年2月28日以降はこれらの条約に拘束されることを約した。同条約の関連法案は同年の159回国会において両院を通過していた。
- 9月6日から9月10日まで第三回締約国会議（ASP）が開かれる。会議では、ヨルダンのザイード・アルフセイン皇太子（H.R.H. Prince Zeid Ra’ad Zeid Al-Hussein）に替わりコスタリカのブルーノ・スタグノ・ウガルテ大使（Bruno Stagno Ugarte）を2005年以後のASP議長に選出。またICCと国連との間の協力関係を推進するための地位協定の草案についてもこれを承認した。
- 9月8日、第三回締約国会議において、ガンビア出身のファトゥ・ベンソウダ（Fatou Bensouda）が次席検察官として選出された。ベンソウダはルワンダ国際刑事裁判所で弁護人をつとめており、選挙では78票中58票を得て当選した。任期は9年で、2004年11月1日からポストにつく[7]。
- 10月4日、国際刑事裁判所のフィリップ・キルシュ裁判所長と国連のコフィー・アナン事務総長は、国際刑事裁判所規程第2条に定める、国際刑事裁判所と国連の関係についての枠組みを規定した協定、『国際刑事裁判所と国際連合の地位に関する合意に基づく協定』（PDF） に署名した。同協定は、国際刑事裁判所と国連の役割及び協力について定めたもので、代表の交換や、国際刑事裁判所の国連安保理へのオブザーバー資格、運営上の協力、司法上の協力などを定めるもので、その内容は、2002年9月3日から9月10日に開かれた第一回締約国会議において承認されていた[8]。

- 12月8日、アメリカ合衆国のジョージ・ウォーカー・ブッシュ大統領はアメリカと二国間免責協定 (BIA) を締結していない国際刑事裁判所規程締約国に対する経済援助を停止するという修正案を含む2005年度予算に署名した[9]。
- 12月10日、欧州連合はアメリカ合衆国が国際刑事裁判所規程の締約国への経済援助を停止する修正案を含めた予算案を承認したことに深い遺憾の意を表明した[10]。
- 12月21日、中央アフリカ政府が国際刑事裁判所に案件を付託した。同国はICC検察局に対し、2002年7月1日以降に同国領内で行われた可能性のある、ICCの管轄に属すると考えられる犯罪についての捜査を進めるよう要請した。
- 12月22日、フランスのリヨンにおいて、国際刑事裁判所の検察局と国際刑事警察機構(ICPO) との協力の枠組みを定めた協定への署名がなされた。同協定は、犯罪の予防や刑事司法の分野における協力を定め、双方の機関の間の情報提供や、容疑者及び逃亡者の捜索を可能にする他、国際刑事裁判所検察局にICPOの通信ネットワークやデータベースの利用を許可するもの[11]。

### 2005年
- 1月6日、国際刑事裁判所の検察官は、中央アフリカ政府から事態の付託を受けた。対象となるのは、中央アフリカ共和国の領域において、国際刑事裁判所規程が発効した2002年7月1日以降に行われた犯罪である。国際刑事裁判所検察官への付託は、ウガンダやコンゴ民主共和国についで三件目となる。国際刑事裁判所の検察官は、今後、申立てのあった犯罪の重大性や、中央アフリカ国内の関係裁判所による手続きに関する情報を収集して捜査を開始するか否かを判断する。[12]

- 2月15日、コートジボワール共和国が、同国領内で2002年9月19日以後に行われた犯罪について、国際刑事裁判所の管轄を受託したことに関し、国際刑事裁判所の書記局が確認したと表明した。
- 3月15日、ケニヤが98番目の締約国となったことを受け、CICCのアフリカコーディネーター、アングロフォンは声明を発表。ケニアは深刻な紛争が続いているウガンダやスーダンとも国境を接しており、ケニアの批准はこの地域における平和と正義に大きな希望を与えるものであると評価した[13]
- 3月31日、国連安全保障理事会決議（UNSC)1593（概要）に、国連憲章第7章に従ってスーダン、ダルフールの案件をICCに付託する条文が初めて盛り込まれる。後日、ICC検察官は国連事務総長より、スーダン問題国際調査委員会から関連資料とともに、人道に対する罪を犯したとみられる51名の容疑者に関する極秘資料を入手。検察官はこれらの資料を確認したのち、ダルフールの案件に関して捜査を開始することを独自に決定することになる。
- 7月8日、国際刑事裁判所の第一予審裁判部（PTC I）は、神の抵抗軍（LRA）の指導者と見られる5名に対し、初の逮捕状を発行。訴因は北ウガンダにおける人道に対する罪および戦争犯罪を犯した罪によるもの。逮捕状は被害者および証人の安全確保のため極秘とされ公開されなかった。
- 10月13日、国際刑事裁判所の第一予審裁判部は神の抵抗軍（LRA）のジョーセフ・コニー（Joseph Kony）容疑者他5名に対し、北ウガンダにおける人道に対する罪および戦争犯罪を犯した罪により、初めて公開逮捕状を発行。

### 2006年
- 1月18日、コンゴ民主共和国 (DRC) の案件にて、ICCで初めて、そして国際刑事裁判史上初めて、犯罪の被害者が予審裁判の審理への参加を許される。
- 2月10日、ICCのモレノオカンポ検察官は、ICCが全世界103カ国から受け取った、国際犯罪が行われたと訴える1,703件に及ぶ訴状について、検察官は回答を書面にて公開した。イラクおよびベネズエラにおける犯罪を訴える訴状については、ICCの管轄権外であることを理由に訴追不可と判断。 コートジボワールおよびコロンビアの案件については慎重な調査が必要であるという認識を示し、両国の指導者および犯罪に関わっていると見られる者に明確なメッセージを送る（イラクからの訴状に関する詳細）。[14]
- 1月26日、ニューヨークの国連本部での第四回締約国会議（Assemblies of States Parties, 略称：ASP）の再開協議にて、新たに6人の裁判官が選出された。6人中5人は、すでにICC裁判官の任についた経験を持つ。（最初の3年の任期を終え、再選を果たした。）尚、新たに選出された裁判官は東ヨーロッパ出身である。6人は、2006年3月より9年間その任にあたる。
- 3月10日、ハーグにて判事6名の宣誓就任式が執り行われた。選出された6名を含めた18名の判事は会議でカナダのフィリップ・キルシュ判事 (Philippe KIRSCH) を裁判所長として再選。さらにガーナのアクア・クエニェヒア判事 (Akua KUENYEHIA) とボリビアのレネ・ブラットマン判事 (René BLATTMANN) がそれぞれ裁判所第一・第二次長として選ばれた（選出された統括部の面々と選出方法 - ウェイバックマシン（2013年4月14日アーカイブ分））。
- 3月12日、アメリカ合衆国の政府閣僚として初めて、コンドリーザ・ライス国務長官が冷え込むラテン・アメリカ諸国との関係修復を図るために、政府として反ICC政策の転換を検討するという主旨の表明があった。以下はその詳細を報道したUPIの記事の翻訳である[15]。

米国、チリ、ボリビア両国への支援凍結を見直しか

【チリ/サンチアゴ 12日 UPI】米国の政府関係者は、国際刑事裁判所（ICC）に対する米国市民の免責を拒否したラテンアメリカ諸国について、一旦は凍結した軍事支援を再開する方法を検討している。

米ニューヨークタイムズ紙によると、チリに渡航中のコンドリーザ・ライス米国務長官は記者団に対し、テロや麻薬撲滅の戦いに臨んでいるチリやボリビアなどの国々に対する軍事支援を削減したり停止することは「自分の足元を銃で撃つようなものだ」と述べたという。

同紙によると、米国議会が施行した法律では、ICCに対する米国市民の免責を拒否する国に対する軍事支援の禁止が定められているが、少なくとも30カ国がこの免責を拒否しており、そのうち12カ国がラテンアメリカおよびカリブ海諸国だという。同法にはブッシュ大統領による軍事支援凍結の撤回を可能にする規定も定められているが、国務省関係者によると、ブッシュ政権の中には凍結撤回の前例を作ることで、他の国からも撤回の要請が相次ぐことを危惧する声があるという。
- 3月14日、アメリカ南方軍司令官のクラドック将軍 (General Bantz J. Craddock) がアメリカ合衆国上院軍事委員会での証言のなかで、米国との二国間免責協定（Bilateral Immunities Agreement, BIA） - ウェイバックマシン（2006年2月14日アーカイブ分）に応じないICC締約国に対する軍事支援を禁止する、2002年ASPA法（米国軍人保護法）に基づいた現政権の政策は「意図しない結果」を招くであろう」と発言した。同将軍は、ASPAが生み出す空白により「ますます各国の軍司令官や将校が中国で軍事教育や訓練を受けるようになっている事実は、（我が国に対する）大いなる脅威となる恐れがある」と警告。ヒラリー・クリントン上院議員や、ジョン・マケイン上院議員、ジョン・ワーナー上院議員（Senator John Warner）などの主だった議員らは、この件について重大な懸念があるとし、ASPA法の規定の一部を検討し直すことを要請した。また一部の議員は、現在議会で審議中の緊急時の補完のための法案に、同法の取り消し規定を設けることを提案している。
- 3月16日、トリニダード・トバゴの元首相兼元大統領であり、元 PGA（地球的規模問題に取組む国際議員連盟） メンバーでもあるアーサー・ロビンソン (A. N. R. ROBINSON) が、締約国会議 (ASP) において国際犯罪に関する被害者信託基金 (VTF) の役員理事に選出された。同氏は、常設の国際刑事裁判所の設立に長きに渡って貢献し続けてきた最大の功労者といえる人物で、1989年12月の国連総会では、トリニダード・トバゴの首相として、国際刑事裁判所の設立を総会の議題として提案した。その後、ICCの実現のために多方面から支援を続け、ローマ規程発効のために尽力してきた。
- 3月17日、コンゴ民主共和国の首都キンシャサにて武装勢力、コンゴ愛国者同盟（Union of Congolese Patriots、略称：UPC）の指導者と見られているトマ・ルバンガ（Thomas LUBANGA）容疑者が戦争犯罪の容疑で同国の治安当局によって逮捕され、ハーグのICCに移送された。同裁判所の第一予審裁判部 - ウェイバックマシン（2013年4月14日アーカイブ分）は、ルバンガ容疑者が15歳未満の児童を徴兵し戦争行為に参加させた容疑について十分な根拠があると判断し、2006年2月に極秘逮捕状を発行。同時にコンゴ政府に対しルバンガ容疑者の逮捕と引渡しを求め、同年の3月14日付けで書記局を通じてその旨をコンゴ政府側に通達していた。極秘逮捕状は3月17日に公開された。ICCに対する締約国の協力による逮捕はこれが初めて。
- 同容疑者の引渡しを求める国際逮捕状は2006年1月、ICCによって交付された。キンシャサからハーグまでの移送にあたっては、フランス政府が協力した。ICCのモレノオカンポ検察官は今回の逮捕の実現について、「これはDRCにおける最初のケースではあるが、これを最後とはしない」と語った。ICC第一予審裁判部の クロード・ジョルダ裁判長（Presiding Judge Claude JORDA） は、ルバンガ被疑者が自身の容疑について把握し、諸手続きに慣れ、公正な姿勢で裁判に臨めるようにするには「3カ月の期間が必要」と述べ、ルバンガ被疑者に対する正式な容疑を説明するのは、次回2006年6月27日の審理の場においてになると説明した[16]。
- 6月1日、国際刑事裁判所の要請により、国際刑事警察機構（ICPO） が初めて、5通の赤・国際手配書（Red Notice）を発行した。手配書にはICC発行の国際逮捕状に書かれたウガンダの神の抵抗軍（LRA）の司令官ら5名が含まれた。手配されたのは、ジョゼフ・コニー（Joseph KONY）、ヴィンセント・オッティ（Vincent OTTI）、オコト・オディアンボ（Okot ODHIAMBO）、ラスカ・ルキーヤ（Raska LUKWIYA）、ドミニック・オングウェン（Dominic ONGWEN）ら5名。これら5名の逮捕・拘束を求める赤手配書は、全世界184カ国に送達された（詳細 - ウェイバックマシン（2014年2月25日アーカイブ分））。
- 6月14日、アメリカ合衆国国務省の主席法律顧問であるジョン・ベリンジャー（Mr. John BELLINGER）が米ウォールストリート・ジャーナル誌とのインタビュー(英文）で、国際刑事裁判所に対する米国政府の方針の転換をうかがわせる発言をした。米国が徐々に、ICCの正当性を認め、その国際正義における重要な役割を認め始めていることを示唆するものだった。同年5月の演説でベリンジャーは、「ICCに関する不協和音は、ジェノサイドや人道に対する罪との戦いのなかで、これら共通の目的を達成するために必要な我らの力を妨げることになる」と警告を発した（詳細 - ウェイバックマシン（2016年3月4日アーカイブ分））。
- 8月30日、日本政府は、2007年7月中に 国際刑事裁判所ローマ規程 に批准し、同条約に加入する方針を表明した。2007年1月からの通常国会で、加入のための承認手続きとともに、犯罪人の引き渡しや証拠の提供など国際刑事裁判所との具体的な協力内容を定めた関連国内法の整備が図られる。またこれに関連し、外務省の来年度予算概算要求に国際刑事裁判所への分担金として19億8000万円が計上された（詳細 - ウェイバックマシン（2016年3月4日アーカイブ分））。
- 10月9日、ICCの フィリップ・キルシュ裁判所長 は国連総会にて、ICCの2005～2006年度の活動を報告する年次報告書を発表した。報告の中でキルシュ所長は、ICCに対する正しい認識を一般に広めるための理解推進活動（アウトリーチ）の必要性と、ICCが有効に機能するために各締約国の協力がいかに必要かを説いた（詳細 - ウェイバックマシン（2016年3月4日アーカイブ分））。
- 10月13日、日本の国会の参院予算委員会にて、安倍晋三総理大臣が公明党の魚住裕一郎議員の質問に対する答弁で「国会の承認を得ることができれば、07年中にICC規程（条約）の締約をめざして必要な作業を着実に進めていきたい」と、政府首脳として初めて正式にICCへの加盟を表明。現役総理大臣として初めて具体的に条約加盟の日程に言及した（詳細） - ウェイバックマシン（2014年2月25日アーカイブ分）。
- 11月9日、コンゴ民主共和国の武装勢力、コンゴ愛国者同盟（Union of Congolese Patriots：UPC）の指導者と見られているトマ・ルバンガ（Thomas LUBANGA）被疑者の容疑を確認する公開予備審問が、3週間の日程でハーグのICC 第一予審裁判部 で開かれた。審問は28日に終了する予定で、これによりルバンガ被疑者の容疑が確認されると、コンゴはICCによる初の公判が行われる案件となる[17]。
- 公開審問は予定通り、11月28日に終了した。今回の審問は、被害者の直接参加が初めて認められ、検察側と弁護側の両者だけでなく、被害者の代理人の所見も述べられるなど、審理の全参加者が発言を認められる国際刑事裁判史上画期的なものとなった。第一予審裁判部は、規定により1カ月後の2007年1月29日迄にルバンガ被疑者の容疑の認定を行うことになる[18]。【2007.01.05追加】
- 12月1日、第五回締約国会議（ASP）が閉幕。2007年度の通常予算に約8,887万EUR（約137億円）、運営資本金に約740万EUR（約11億円）がそれぞれ承認され、CANZ（カナダ・オーストラリア・ニュージーランド）諸国が提示したICC予算の負担比率に対する国連分担金負担比率と同等のシーリング（上限）適用案も採用された。これにより日本が提示した加入条件が整ったため、日本の来年度加入が確実視されることとなった（詳細）。また、被害者信託基金（VTF）の理事には現職の4名の再選が認められ、昨年度から欠員となっているアジア枠（女性）の選出については来年1月ニューヨークの国連本部で行われるASPの再開協議まで延期されることが決定した[19]。
- 12月10日、アイルランド選出のモーリン・ハーディング判事（第一審裁判部）が、母国アイルランドの高裁判事に就任するため、同国の法律の規定に従ってICC判事の職を辞任。後任は次回締約国会議の再開協議（2007年1月、ニューヨーク）で選出されることとなった[20]。
- 12月14日、ICCのモレノオカンポ検察官は、国連安全保障理事会にてスーダン・ダルフールに関する4回目の報告を行った。オカンポ検察官は、同地で行われた重大な犯罪についての捜査をほぼ完了し、遅くとも2007年2月までに訴追開始に必要な証拠を予審裁判部に提出する予定であることを明らかにした[21]。
- 12月20日、第61回国連総会は、国家による拉致の禁止などを定めた「強制失踪からのすべての者の保護に関する国際条約」を採決なしのコンセンサス（合意）により採択、同条約が成立した。20カ国の批准で発効する。同条約は「強制失踪」を「国家機関や国の許可を得た個人・集団が、逮捕・拘束・拉致などで個人の自由をはく奪する行為」として禁止し、この中で「体系的に行われる組織的な強制的失踪」は、国際法で定義される「人道に対する罪」に当たると初めて規定[22]。国内の一部の報道では、同条約で定義される強制失踪が「国際刑事裁判所などによる処罰の対象となりうる」としているが、条約にそのような記述があった事実は確認されていない（報道）（解説）。
- 12月24日、日本政府は、来年度のICC負担金額に割り当てる平成19年度予算として7.2億円が確保されたことを公表[23]。外務省の推定負担金総額の（約30億円）の約20%が政府の公式財源として確保されたことになる。
- 12月28日、2008年の米大統領選出馬を決めているアメリカ合衆国民主党のジョン・エドワーズ元上院議員（former Senator Johnny Reid EDWARDS）は記者会見でAP通信の記者の質問に答え、国際刑事裁判所に対する支持を言明。エドワーズ候補は、米政界の有力者としては今年初めて、国際刑事裁判所に対する賛同の意を公言したことになる。米政界ではICCに対する支持を公言するのは半ばタブーとされているため、大統領選という大舞台を前にして候補者がICCへの賛同を表明できるということは、少なからず米政界のICCに対する見かたが変化していることを示しているといえる[24]。

### 2007年
- 1月16日、日本政府は、次期通常国会において国際刑事裁判所規程（ローマ規程）に批准するための条約承認案と、外国人容疑者の身柄引き渡し規定などが盛り込まれたICC協力法案を提出し、その成立を待って10月にも加盟する意向を示した。政府は昨年末の段階で、来年度のICC負担金額に割り当てる予算として7.2億円が確保されたことを公表しており、今回の政府の批准日程の決定を受けて、批准に向けた準備の舞台は国会に移ることになる。
- 1月24日、国際刑事裁判所（ICC）は、DRC（コンゴ民主共和国）出身のトマ・ルバンガ被疑者に関して昨年行われた公開審問について1月29日（火曜日）午後3時より、その判断結果を発表する公聴会を開くと発表した。同裁判所の書記局はそのプレスリリースで、審問を行った第一予審裁判部が下す可能性のある判断は4通りあると説明[25] 本件の容疑が認定されればICC初の公判案件となるため、国際司法コミュニティは同裁判部の判断に注目している。
- 1月29日、国際刑事裁判所（ICC）の予審裁判部門第一予審裁判部（PTC I）のクロード・ジョルダ裁判長は、コンゴ民主共和国の武装勢力・コンゴ愛国者解放戦線（FPLC）の司令官であるトマ・ルバンガ被疑者（46）が15歳未満の児童を戦闘兵として徴用した容疑が固まったとして、公判を開始することを発表した。ジョルダ裁判長は、FPLCが創設された2002年9月から2003年8月13日までの期間中に行われた犯罪行為について、3つのすべての訴因において同被疑者には共同正犯（co-perpetrator）としての刑事責任が認められる十分な証拠があるとした。本件はICC初の裁判案件となり公判は年内開始の見込みである。[26]
- 1月29日から2月1日まで、ニューヨークの国際連合本部にて、第五回締約国会議（ASP）の再開協議（侵略犯罪に関する特別作業部会）が行われる。2006年11月に開催された第五回ASPで、侵略犯罪に関する審議を行うアジェンダを完了できなかったため、同会議で再開協議の日程が特別に定められ、侵略犯罪に関する特別作業部会（SWGCA：Special Working Group on the Crime of Aggression）が招集されることになった。2日間の日程で、国際刑事裁判所規程（ローマ規程）に追加する犯罪要素としての侵略犯罪の定義、および2009年に開催予定の国際刑事裁判所規程（ローマ規程）検討会議（Review Conference：Review Conference on the Rome Statute of the International Criminal Court）での同定義の扱いについて集中審議が行われる。
- 2月1日、第五回ASPの再開協議において、被害者信託基金の理事の選出投票が行われる。アジア枠の欠員を埋める候補者が1人しかいなかった為、ASPはコンセンサスによりモンゴルのBulgaa Altangerel（ブルガー・アルタンゲレル）元国際連合特命全権大使を選出。2006年12月1日から3年の任期を務めることが決まった。
- さらに、昨年12月に辞任したアイルランドのモーリン・ハーディング・クラーク（Maureen Harding CLARK）判事の後任選出選挙を次期（第六回）締約国会議で実施することを決定。全体会議で採択された手続きに対する修正決議に基づき、判事推薦期間が2007年6月1日～8月24日の間に改められた。この状況の変化により、7月の加入書寄託を目指す日本にも判事推薦の機会が与えられる可能性が浮上した。推薦時期中に締約国資格を持たない日本の場合、ローマ規程第36条(4)b の定めにより他の締約国の推薦を得られれば判事推薦を行うことができる可能性がある。
- 2月22日、国際刑事裁判所の検察局は、スーダンでのダルフール紛争における案件について、モレノオカンポ検察官が、罪状および個人名の一覧とその証拠を2月27日に提出する予定であることを発表した。これらの証拠を予審裁判部に提出したのち、オカンポ検察官は記者会見を開く予定で、会見の模様は衛星経由で全世界に生中継される。[27]
- 2月27日、日本政府は、国際刑事裁判所規程（ローマ規程）への加入を正式に閣議決定した。[28] これにより、同規程への批准の承認を求める批准承認案、個別の手続き法を定める一連の法案が今国会中に衆参両院に提出されることが確実となった。法案は衆議院の議案課に登録され、内閣総理大臣により閣法として国会に上程される。現在、議案は議案番号第48号『国際刑事裁判所に対する協力等に関する法律案』として登録されているが、関連各委員会及び本会議への提出日程は現時点では不明。[29]
- 2月27日、ICCのモレノオカンポ検察官は、スーダン・ダルフールの案件に関する証拠を予審裁判部門第一予審裁判部に提出した。検察局は、スーダン政府の元内務大臣及び民兵組織の指導者の両名を、戦争犯罪および、人道に対する犯罪の共同正犯として起訴するに足る証拠が揃ったと発表。会見の模様は全世界に生中継された。起訴事実が確認されれば、元内務大臣はICCが起訴する中では最高位の元政府閣僚となる。[30] また、オカンポ検察官は証拠を提示する文書の中で、ローマ規程 第57条7項 の規定に基づき被疑者両名に対する召喚状の発行も申請。予審裁判部はこれらの情報を総合的に検討して召還および訴追開始の可否について判断を下すことになる。[31]

- 3月6日、ICCの裁判所長会議は第一審裁判部門に対し、コンゴ民主共和国の公判案件「検察官対トマ・ルバンガ・ディーロ」を扱う第一裁判部の設置を決定。この決定に基づき、以下の判事から構成される第一審裁判部門第一裁判部（Trial Chamber I）が設置され、同案件が正式に付託された。[32]

```
第一審裁判部門第一裁判部（Trial Chamber I）の構成（3名）

1. エリザベス・オディオ＝ベニト判事、
 
コスタリカ
、女性 
2. レネ・ブラットマン判事、
 
ボリビア
、男性（裁判所第二次長） 
3. エイドリアン・フルフォード判事、
 
イギリス
、男性
```

- 3月17日、トリニダード・トバゴ選出のカール・T・ハドソン＝フィリップス判事（第一審裁判部門）が辞任した。辞任理由は私的事由によるものとのことで、後任は現時点では不明。フィリップス判事は裁判所設立当初から裁判所の司法機構の構築に尽力してきた人物であるだけに、裁判所にとっては大きな損失となると見られる。ICC裁判所長会議は19日、判事の辞表を正式に受理したことを発表するとともに、同判事が「判事団長（dean of the judges）」として果たしてきたこれまでの貢献に対する感謝の意を表した。辞任の事実は締約国会議議長に報告されており、フィリップス判事の残りの任期を担当する後任の判事は、ローマ規程第37条〔欠員〕の規定に基づいて締約国会議によって選出されることとなる。[33]
- 3月23日、イエメン議会が国際刑事裁判所規程（ローマ規程）への加盟を承認。同規程への批准を決定した。イエメンでは憲法への抵触性が問題視されていたが、国際赤十字委員会（ICRC）の勧告を受けて議会での審議を継続し、今国会で批准承認に漕ぎ着けた模様。加盟が実現すれば、中東・アラブ諸国（イスラム諸国）ではヨルダンに次いで二カ国目の締約国となる。[34]
- 3月29日、衆議院外務委員会が3月28日の時点で国際刑事裁判所規程（ローマ規程）への加入を承認。同規程への加入を承認するとともに関連法案を可決した。その後、本会議で採決がとられ、全会一致で可決をみる。これで残るは参議院での採決のみとなり、早ければ、4月中旬にも日本の加入が実現する見通し。（ただし、国内における条約の発効は、イエメン政府が加入書の付託に遅れなければ、日本は106ヶ国目の締約国となる。）[35]
- 4月7日、イエメン議会がローマ規程に批准するための手続き法を否決し、さらに先月23日の決定を翻してローマ規程に対する批准の承認を撤回した。直接の要因は、前回の承認の際に国会規則が守られなかったことを理由に80名を超える議員が再採決を求めたことにあった。この動議に100名を超える他の議員らが賛同し、再採決で承認が撤回され、批准のための手続き法が否決された。これにより、イエメンが国際刑事裁判所に加盟する可能性は絶望的となった。同国の加盟が実現すれば中東・アラブ諸国（イスラム諸国）で二カ国目の締約国となり他のイスラム諸国の批准促進の役割を果たした可能性があるだけに、他のイスラム諸国の批准動向に及ぼす影響は大きい。[36]
- 4月27日、日本の国会の参議院外交防衛委員会は26日、国際刑事裁判所ローマ規程の批准を承認するとともに関連法案を可決した。翌27日、本会議で採決がとられ、全会一致で可決された。イエメンの批准が事実上当面なくなったため、これにより日本は10月に、105カ国目の締約国として加入を果たすことになる。[37]
- 5月2日、ICCの予審裁判部門第1予審裁判部は、同裁判所のモレノオカンポ検察官が提出した証拠を検討した結果、スーダン政府の元内務大臣及び民兵組織の指導者の両名に対し、戦争犯罪および人道に対する罪の容疑で逮捕状を発行した。今回の逮捕状の発行は、国連憲章第7章に基づき同案件に関する権限を付託された後の初めての権利の行使となり、ICCに対する協力義務は全ての国連加盟国に対して発することとなる。[38]
- 5月2日、日本の民主党の犬塚直史参議院議員は、公務で訪問中のニューヨーク国連日本政府代表部で記者会見を開いた。集まった記者団に対し犬塚議員は、ICC関連法案が先月27日に国会の参議院を通過したことを報告。7月までに同法案に関する内部の発効手続きが完了し、国連条約局に加入書が寄託される見通し、および10月には日本の加入が実現する見通しであることを明らかにした。[39]
- 5月8日、フランス選出のクロード・ジョルダ判事（第一審裁判部門）が辞任を表明した。健康上の理由によるものとのことで、後任は現時点では不明。2007年8月12日付けでの辞任となる。旧ユーゴスラビア国際刑事裁判所の元判事でもあるジョルダ判事は予審裁判部門第一予審裁判部（PTC I）の裁判長を務め、コンゴ民主共和国の武装勢力・コンゴ愛国者解放戦線（FPLC）の司令官トマ・ルバンガ被疑者（46）に対する公判の開始を発表した人物でもある。ジョルダ判事の残りの任期を担当する後任の判事は、ローマ規程第37条〔欠員〕の規定に基づいて今年11月に開催予定の次期締約国会議によって選出されることとなる。またこれにより、2007年5月の時点でICCの判事には3つの空席ができたことになる。[40]
- 5月11日、日本において、国際刑事裁判所に対する協力等に関する法律（閣法第48号）が、5月8日の閣議決定に基づき5月11日付けの官報に法律第37号として掲載され、公布された。[41]
- 5月22日、ICCのモレノ＝オカンポ検察官は、中央アフリカで政府軍と反乱軍の間に起きた武力衝突中に行われた戦争犯罪を訴追するための捜査を開始したことを発表した。これらの犯罪には文民に対するレイプや殺人などが含まれ、「性犯罪に関する訴えが殺人の訴えを大きく上回る事態は初めて」とのことで、これらの犯罪が国際法上無視できぬ規模で行われた疑いがあることから、捜査に踏み切ることを決定したという。[42]
- 6月7日、ICCのモレノ＝オカンポ検察官は、国連安全保障理事会にてスーダンダルフールに関する5回目の報告を行った。オカンポ検察官は、ダルフールの案件で逮捕状が発行された二名の容疑者について、各国に対し逮捕協力を呼びかけた。また検察官は、当局が現在ダルフールのみならず、この事態に関連して隣国のチャドや中央アフリカで行われた可能性のある犯罪についても情報を収集中であることを明らかにした。[43]
- 6月7日、オランダ政府とICCとの間で、「国際刑事裁判所本部協定」（Headquarters Agreement）が調印された。この協定をめぐる交渉は2003年1月に始まっており、2006年12月に締約国会議によって承認されていた。同協定は2007年5月にオランダ政府閣僚会議により承認されており、議会承認を得たのち国内法として正式に成立する。 [44]
- 7月1日、国際刑事裁判所ローマ規程が発効から5周年を迎えた。ローマ規程は2002年4月11日、ボスニア・ヘルツェゴビナ、ルーマニア、カンボジア、ブルガリア、コンゴ民主共和国、アイルランド、ヨルダン、モンゴル、ニジェール、スロバキアら10カ国が一挙に批准し、条約発効に必要な60カ国の批准の要件が満たされることにより発効した。国際NGO連合のCICCによると、現在加盟国は104ヶ国を数え、139カ国が同規程を署名している。現在ICCは、北部ウガンダ、コンゴ民主共和国、スーダン、中央アフリカの4カ国で捜査を継続しており、今年後半にはコンゴ民主共和国における少年兵徴兵に関するトマ・ルバンガ被疑者に対する裁判が行われる予定である。[45]
- 7月3日、コンゴ民主共和国が国際刑事裁判所の特権及び免除に関する協定（APIC）に批准し、49ヶ国目の締約国となった。コンゴ民主共和国については、ICC初の公判案件となるトマ・ルバンガ被告に対する裁判を控えているため、今回のAPIC批准は、政府側がこの裁判に完全に協力することの意思の現れと見られる。[46]
- 7月6日、日本政府は、本年12月に行われるICC裁判官補欠選挙の候補者として齋賀富美子人権担当大使・国連女子差別撤廃委員会委員を指名することを内閣で協議した。政府が補欠選挙への候補者選出を公にしたのはこれが初めて。指名が閣議により承認されれば、日本から初めて、ICCの裁判官選挙候補者が擁立されることとなる。[47]
- 7月10日、日本政府は、法務省・外務省提出の「国際刑事裁判所に対する協力等に関する法律による没収保全と滞納処分との手続の調整に関する政令」の案件についてこれを承認した。これによりICC協力法に関する政令が初めて発布され、国連に加入書を寄託するための段取りが全て整ったことになる。尚、外務省国際法局に確認したところ、加入書の寄託は国際司法の日、7月17日（詳細 ）に行われることが確定している。[48]
- 7月17日、ニューヨーク国連本部条約局にて、日本政府代表による国際刑事裁判所ローマ規程加入書の寄託が行われた（加入書寄託の瞬間）。日本はこれで105カ国目の加盟国としてローマ規程に批准したことになり、同規程は今年10月1日に、日本国内において効力を生ずることとなる。[49] 同日、ニューヨークに本部を置く国際NGO連合CICCは、『日本のICC条約批准はICCの新たな幕開けを意味する』と題するプレスリリースを発表し、日本政府による批准を大きく称えた。[50]
- 7月19日、日本政府は、閣法第48号「国際刑事裁判所に対する協力等に関する法律」の関連政令1本と規則2本の計3本を官報に記載して公布した。これらの政令および規則の公布により、今年10月1日以降、これらの政令および規則が国内警察および公安機構において施行される。（詳細・出典）
- 8月31日、ICCは、第国連総会にて第三次報告書（2006年8月～2007年9月度）を提出した。報告書の中では、期間中4つの案件に取り組み、検察官がその全ての案件について捜査を行ったこと、2007年5月22日に中央アフリカに対する捜査開始も発表したこと、ならびにコンゴ民主共和国の案件が公判段階に入ったこと、スーダンの案件では逮捕状が発行されたことなどが挙げられ、報告者は逮捕実行のためのよりいっそうの協力を締約国に求めた。[51]
- 10月1日、日本国内において、国際刑事裁判所ローマ規程、およびその履行法である「国際刑事裁判所に対する協力等に関する法律」が発効した。日本はこの日以降、ICCの管轄権を受託したことになり、この日以降、日本国民によってICCの管轄に服す犯罪が行われた場合は、ローマ規程に従って国内法で裁くか、ICCによる訴追を受け入れることになる。また、この日を境に、日本領土内において、他のICCの締約国の国民により同様の犯罪が為された場合、その訴追をICCに委ねることができる。
- 10月17日、ICCはコンゴ民主共和国について、新たにFRPI（コンゴ愛国的抵抗戦線）[52] 司令官であるGermain Katanga（ジェルマン・カタンガ）被疑者の逮捕により、コンゴ案件では2件目となる案件の審理を開始した。[53]
- 10月24日、スリナム政府はアメリカ合衆国が署名を求めている二国間免責協定（→アメリカの反対）について、これを署名しない意向を発表した。スリナムは現在、ICCの締約国ではないが、同国議会は一丸となって加入の意向を表明している。[54]
- 11月7日、ICCは中央アフリカ政府の要請を受け、2002年～2003年の間に行われたとされる性的暴力及び人道に対する罪についての調査を実施するため同国のバンギに事務所を開設した。[55]
- 11月9日、ICCの第一審裁判部第1法廷によりコンゴ民主共和国のトマ・ルバンガ・ディーロ（Thomas Lubanga Dyilo）被疑者に対する公判の開始日が2008年3月31日に決定した。検察局は、今年12月14日までに全ての証拠を提出しなければならなくなった。[56]
- 11月30日、ニューヨークで開催された第6回ICC締約国会議において、判事3名の欠員を補うための補欠判事選挙が実施され、即日開票された。当選が確認された候補は以下のとおり（残りの1名は再投票により選出されることになった）。[57]

1. 日本、齋賀富美子（Fumiko Saiga）─82票
2. フランス、ブルーノ・コッテ（Bruno Cotte）─79票

第1回投票で有効過半数の70票に達せず当選を逃し、再投票が決まった候補の結果は以下のとおり。
1. ウガンダ、ダニエル・ンセレーコ（Daniel David Ntanda Nsereko）─54票
2. トリニダード・トバゴ、ジャン・ペルマナンド（Jean Angela Permanand）─50票
3. パナマ、グラシエーラ・ディクソン（Graciela Dixon）─45票

第2回投票で有効過半数の69票に達せず当選を逃し、再投票が決まった候補の結果は以下のとおり。尚、今回の投票では無効票が1票生じたため104票中の有効過半数として再計算されている。
1. ウガンダ、ダニエル・ンセレーコ（Daniel David Ntanda Nsereko）─53票
2. トリニダード・トバゴ、ジャン・ペルマナンド（Jean Angela Permanand）─26票
3. パナマ、グラシエーラ・ディクソン（Graciela Dixon）─25票

- 12月3日、ニューヨークで開催中の第6回締約国会議において、判事3名の欠員を補うための補欠判事選挙の第3回投票が実施された。結果は以下のとおり。またもや有効過半数に達する候補が決しなかったため、再投票を行うこととなった。しかし、第4回投票を実施する前にトリニダード・トバゴの代表が候補取り下げを表明したため上位二者による決選投票を行うこととなり、下記の結果とおり、ウガンダのダニエル・ンセレーコ候補が3人目の判事として選出された。[57]

1. ウガンダ、ダニエル・ンセレーコ（Daniel David Ntanda Nsereko）─60票
2. トリニダード・トバゴ、ジャン・ペルマナンド（Jean Angela Permanand）─21票
3. パナマ、グラシエーラ・ディクソン（Graciela Dixon）─21票

第4回投票の結果は次のとおり。
1. ウガンダ、ダニエル・ンセレーコ（Daniel David Ntanda Nsereko）─74票
2. パナマ、グラシエーラ・ディクソン（Graciela Dixon）─28票

- 12月12日、第6回締約国会議において、リヒテンシュタインのクリスティアン・ウィナヴェザー大使（H.E. Amb. Christian Wenaweser）が2008年～2009年度の議長に選出された。ウィナヴェザー大使は侵略犯罪に関する特別作業部会（SWGCA）の議長でもある。[60]

### 2008年
- 1月5日、トルコ政府がICC加盟の無期限延期を決定したと報じられる。[61] イラクとの国境問題を抱えEU加盟の圧力が高まるなかでの同国のこの決定は、今後のEU加盟問題およびイスラム諸国のICC加盟に大きく影響するだろうと見られている。
- 1月17日、国際刑事裁判所（ICC）で、2007年度の第6回締約国会議で選出された判事の宣誓就任式が行われる。宣誓就任を行うのはフランスのブルーノ・コッテ（Bruno COTTE）判事、ウガンダのダニエル・ンセレーコ（Daniel David NSEREKO）判事、日本の齋賀冨美子（Fumiko SAIGA）判事の計3名。これでICC判事は規定の18人体制に戻る[62]。尚、注目の日本の齋 賀判事は、予審裁判部門への配属が決まった[63]。
- 2月7日、ICCの検察局はコンゴ民主共和国の案件で、コンゴ政府軍の現役の大佐であるマティーウ・ンゴジョロ・チュイ（Mathieu Ngudjolo CHUI）被疑者に対する秘密逮捕状を公開し、既に同被疑者がコンゴ政府当局により逮捕されており、7日付で移送される手筈となっていることを発表した。チュイ被疑者に対する秘密逮捕状は2007年7月6日に発行されていた[64]。
- 4月17日、ICCの書記局を率いる新裁判所書記（Registrar）にイタリアのシルヴァーナ・アルビア（Silvana ARBIA）が正式に就任した。アルビア書記の任期は5年で、今年4月9日に任期を満了した ブルーノ・カターラ（Bruno CATHALA）書記 の後任となる[65]。
- 4月29日、ICCの検察局はコンゴ民主共和国の案件で、武装勢力・コンゴ愛国者解放戦線（FPLC）の元総参謀次長のボスコ・ンタガンダ（Bosco NTAGANDA）被疑者に対する秘密逮捕状を公開した。同被疑者に対する秘密逮捕状は2006年8月22日に発行されていたが、同被疑者は依然逃亡中のため公開に踏み切った[66]。
- 5月24日、ICCの検察局は中央アフリカの案件で、コンゴ民主共和国におけるコンゴ解放運動（MLC）元指導者で同国前副大統領でもあるジャンピエール・ベンバ・ゴンボ（Jean-Pierre Bemba GOMBO）がベルギーの首都ブリュッセル近郊で逮捕・拘束されたと発表した。同被疑者に対しては、2008年5月23日付で秘密逮捕状が発行されていた[67]。
- 6月5日、ICCのモレノオカンポ検察官はスーダン・ダルフールの付託案件について、第7回目となる定例報告を国連安保理に対して行った。報告の中でオカンポ検察官は、スーダン政府は、決議1593を履行しておらず、また安保理が付託したICCの管轄権も認めていないとして、スーダン政府の安保理決議不履行を強く非難。安保理に対し、以下の要求が含まれる議長声明（presidential statement）を発出することを要請した[68]。

1. スーダン政府に対し犯罪の実行を取り止めさせること。
2. 指名手配中の両被疑者の逮捕を求めること。
3. 各締約国に協力と支援を求めること。
4. 決議1593の履行を要請すること。

- 6月20日、アメリカ合衆国政府は米国民に対する免責を約束する二国間免責協定（BIA)の締結を拒否するアジア、ラテンアメリカ、中東、アフリカにまたがるICC締約国14カ国に対する経済支援の停止措置について、その適用を免除する大統領令が発令されたことを発表した。大統領令により支援停止を免除されるのはボリビア、コスタリカ、キプロス、エクアドル、ケニア、マリ、メキシコ、ナミビア、ニジェール、パラグアイ、ペルー、サモア、南アフリカ、タンザニアの計14カ国[69]。
- 7月3日、中央アフリカの案件でベルギー政府当局は、コンゴ民主共和国前副大統領のジャンピエール・ベンバ・ゴンボ被疑者をハーグのICC拘留センターに送致した。ベンバ被疑者は、2008年5月24日、秘密逮捕状の公開と同時にベルギー当局により逮捕・拘束されていた[70]。
- 7月12日、スリナム議会が全会一致でローマ規程の批准を可決。スリナム政府は国際司法の日（17日）を締約国として迎えるため、15日にも批准書を国連の条約局に寄託する予定。これにより、スリナムは中南米地域では23カ国目、世界全体で107カ国目の締約国となる[71]。
- 7月14日、ICCのモレノオカンポ検察官はスーダン・ダルフールの案件について、同国大統領のオマル・ハッサン・アーメド・バシル（Omar Hassan Ahmed al-Bashir）の逮捕状を請求したことを発表した。訴状では過去5年にわたりダルフール地域において行われた集団殺害、人道に対する罪、及び戦争犯罪について、バシルに刑事責任があるとしている。請求を受けてICCの予審裁判部第1法廷は、（1）犯罪を犯したことを疑うに足る確たる根拠、（2）被疑者の出廷を求める上で逮捕状発行が必要か否か、（3）捜査や審理に悪影響を及ぼすか否か、そして（4）被疑者による更なる犯罪を防ぐ必要性の有無などを基準として逮捕状を発行するか否かを判断することになる。ICCが現職の国家元首の訴追を検討するのはこれが初めて[72]。
- 7月15日、フランス政府は、ローマ規程124条の規定 に基づく同規程第8条に関し7年間の管轄権執行の猶予を求めた同国の批准時の宣言を正式に撤回しその旨を国連事務局に通達した。この撤回は2008年8月13日付けで有効となる。仏政府の宣言は特殊なことではなく、ローマ規程のどの締約国にも認められる暫定的な管轄権の適用除外の権利である。仏政府が7年間の管轄権執行猶予について宣言を行っていたのは、国連の 公式記録（要アクセス権）からも公然の事実であった。[73]
- 7月30日、ICC書記局は南アフリカ共和国選出のナヴァネセム・ピッライ（Navanethem PILLAY、上訴裁判部所属）判事がICC判事辞任の意思を表明したことを発表した。ピッライ判事は国連の潘基文事務総長より国連人権高等弁務官に任命されており、これを国連総会が承認したため判事の辞意と高等弁務官就任の決意を固めた。ピッライ判事は上訴裁判部門所属のため、来年1月に行われる補欠選挙までに急遽補充が必要なわけではないため、この時期に辞任が認められたのだと思われる[74]。
- 8月20日、ICC検察局はグルジアの南オセチアで勃発した紛争（→ロシアとの関係）について、締約国領土内で行われたと疑われる文民に対する犯罪行為について現在調査（analysis）を進めている過程にあることを発表した。検察局は既に、紛争の当事者であるロシア・グルジアの両政府から情報提供などの面で協力を得ているという。グルジアは2003年9月にローマ規程に批准している[75]。
- 8月22日、ICCは第63回国連総会で2007年8月1日〜2008年7月31日の期間における同裁判所の活動を報告する第4回定例年次報告を行った。報告では、現在4つの案件を取り扱っており捜査継続中である事実とともに、コンゴ民主共和国のルバンガ案件について、第一審裁判部第一法廷によりルバンガ被告の無条件釈放が決定されたが、検察側はこれを不服として異議を申し立てており、同法廷は現在対応を検討中であるという事実が明らかにされた[76]。
- 9月2日、ICCの裁判所長会議は同裁判所上訴裁判部所属のナヴァネセム・ピッライ（南アフリカ共和国選出）判事の同年8月31日付けの辞任を受け、その後任に同予審裁判部配属のダニエル・ンセレーコ（ウガンダ選出）判事を当てることを発表した。ンセレーコ判事は9月1日付けで上訴裁判部配属判事となった[77]。
- 11月14日〜22日、ハーグで第7回国際刑事裁判所締約国会議が開かれ、ICCの運営予算前年比12%増しを承認して閉会した。会議の付属機構である侵略犯罪に関する特別作業部会では侵略の定義・管轄権の行使要件などについて深い議論が行なわれたが結論は出されなかった。2010年の規程再検討会議の一月前には結論を出すことになっているため、来年は1月・2月のうちに判事選挙とこの部会に集中した審議を行い結論が出される予定[78]。
- 12月3日、ICCのモレノオカンポ主席検察官は国連安保理でダルフール付託案件に関する第8回定例報告を行った。報告の中でオカンポ検察官は安保理の指導力不足が重大な結果を生むだろうと警告。安保理に対し協調行動の必要性を強く訴えた[79]。

### 2009年
- 1月13日、ICCの第一審裁判部（裁判長、英フルフォード判事）はコンゴ民主共和国の案件、トマ・ルバンガ被告に対するICC史上初の公判を同年1月26日から開始予定と発表[80]。
- 1月20日、2007年12月に日本が初めて締約国として参加した第6回国際刑事裁判所締約国会議（ASP）での判事補欠権でトップ当選を果たした齋賀富美子判事が、ニューヨークで行なわれた第7回ASP再開協議の判事通常選挙において再選を果たし、任期は9年間（2018年まで）となる[81]。さらに新規にガイアナのモハメド・シャハブディーン（Mohamed SHAHABUDDEEN）がラテンアメリカ地域出身判事として当選したことで、昨年7月以来欠員だった1名分の判事席が埋まり、ICC裁判部は本来の18人体制への体裁を整えた[82]。
- 1月26日、コンゴ民主共和国の案件・トマ・ルバンガ被告に対する公判開始。2002年7月1日のICC設立以来初の公判で、被害者の全面参加が認められる国際刑事裁判としても史上初のものとなる[83]。
- 2月11日、スーダン・ダルフールの案件について、予審裁判部が同国大統領のオマル・ハッサン・アーメド・バシル（Omar Hassan Ahmed al-Bashir）に対する逮捕状の発行を許可したと報じられる[84]。逮捕状は秘密逮捕状のため現行では非公開とされている可能性があるが、ICC側は翌日にステートメントを発出。逮捕状の発行もその判断も行われておらず、また発行の通知は通常の報道発表の形式で行われると発表した[85]。
- 2月18日、先月20日に新規に当選したガイアナのモハメド・シャハブディーン判事が16日、「一身上の都合」でICC判事の職を辞任する意向を伝えた。判事は9年の任期を持つ予定だっただけに、やっと完全動員体勢が整ったICCには傷手となる。尚、締約国会議議長は判事の辞職を受理する模様[86]。
- 3月4日、スーダン・ダルフールの案件について、予審裁判部が同国大統領のオマル・ハッサン・アーメド・バシルに対する逮捕状を発行したことを発表。国際刑事裁判史上初めて、現職の国家元首が訴追された[87]。日本政府外務省は談話で決定支持を公式発表[88]。
- 3月11日、同月退官予定の判事の後任として以下の5名が新たに任期9年の判事として就任した[89]。ジョイス・アルオック（Joyce ALUOCH）、サンジー・ムマセノーノ・モナゲング（Sanji Mmasenono MONAGENG）、齋賀富美子、クーノ・タルフセール（Cuno TARFUSSER）、クリティーヌ・ファン・デン＝ウィンガエート（Christine van den WYNGAERT）。同日、新たに就任した5名を含めた17名の判事は同裁判所指導部（裁判所長会議）において、新たに以下の3名を非公開で選出した。裁判所長として宋相現、裁判所第一次長としてファトゥマタ・デンベレ・ディアッラ、裁判所第二次長としてハンス・ペーター・カウル。新指導部の任期は2009年3月から3年間（2012年3月まで）[90]。
- 3月19日、裁判所長会議が予審裁判部の再編を発表。第3法廷を閉鎖し所属判事らを新たに第1、第2法廷にそれぞれ割り当てた。また、同会議は中央アフリカ案件を第2法廷の担当とすることを決定した。発表された各判事の担当部署と担当案件は次の通り[91]。

第1法廷 - コンゴ民主共和国、スーダン案件
1. シルヴィア・スタイナー（裁判長）
2. サンジー・ムマセノーノ・モナゲング
3. クーノ・タルフセール

第2法廷 - ウガンダ、中央アフリカ案件
1. ハンス・ペーター・カウル（裁判所第二次長、裁判長）
2. エカテリーナ・トレンダフィロワ
3. 齋賀富美子

- 4月24日、3月に判事に再選されたばかりの齋賀富美子判事が急病のためハーグにて死去した。ICCはプレスリリースで追悼のメッセージを発表。国際NGOであるCICCはICCに対し追悼のメッセージを送った。[92]
- 11月18日、尾崎久仁子が裁判官補欠選挙で当選。